# یارکو ویس
یارکو ویس (فنلاندی: Jarkko Wiss؛ زادهٔ ۱۷ آوریل ۱۹۷۲) بازیکن فوتبال اهل فنلاند بود.
از باشگاه‌هایی که در آن بازی کرده‌است می‌توان به باشگاه فوتبال هلسینکی، باشگاه فوتبال مولده، باشگاه فوتبال استوک‌پورت کانتی، باشگاه فوتبال هیبرنین، باشگاه فوتبال یارو، باشگاه فوتبال تامپره یونایتد، و باشگاه فوتبال لیلستروم اشاره کرد.
وی همچنین در تیم ملی فوتبال فنلاند بازی کرده‌است.